# Henry Nicholas Ridley
Pour les articles homonymes, voir Ridley.
Henry Nicholas Ridley est un botaniste britannique, né le 10 décembre 1855 à West Harling dans le Norfolk et mort le 24 octobre 1956 à Kew.

## Biographie
Il obtient son Bachelor of Arts à Oxford. Il devient membre de la Linnean Society of London en 1881 et de la Royal Society en 1907. Il travaille comme assistant au département de botanique de 1880 à 1888 du British Museum. Il participe à une expédition scientifique à Fernando de Noronha en 1887. Il dirige le Jardin botanique de Singapour de 1888 à 1911. Il contribue à introduire la culture du caoutchouc en Malaisie. Il s’intéresse particulièrement aux relations entre les animaux et les végétaux. Rudolf Schlechter (1872-1925) lui dédie en 1913 le genre Ridleyella de la famille des Orchidaceae et Carl Ernst Otto Kuntze (1843-1907) en 1891 le genre Ridleyinda de la famille des Sapotaceae. Il reçoit la médaille linnéenne en 1950.

## Source
- Ray Desmond (1994). Dictionary of British and Irish Botanists and Horticulturists includins Plant Collectors, Flower Painters and Garden Designers. Taylor & Francis and The Natural History Museum (Londres).